# المشاعلة (المزاحمية)
المشاعلة هي مركز من فئة (ب) تقع في محافظة المزاحمية، والتابعة لمنطقة الرياض في السعودية. وتبعد المشاعلة عن محافظة المزاحمية بمسافة تقارب (25) كم.

## السكان
بلغ عدد سكان المركز حسب تعداد 1431هـ/2010م (430) نسمة.